# 全日本大学サッカー選手権大会
全日本大学サッカー選手権大会（ぜんにほんだいがくサッカーせんしゅけんたいかい、英語: All Japan University Championship, All Japan University Football Tournament）は、日本の大学サッカーチームにおけるトーナメント大会。毎年秋から冬にかけての時期に開かれる。通称、インターカレッジ（インカレ）。主催は全日本大学サッカー連盟と日本サッカー協会。

## 概要と歴史
日本サッカー協会理事の小野卓爾により、全国レベルの試合機会に恵まれなかった地方や下位の大学チームへの門戸開放を趣旨とした選手権大会として朝日新聞社の後援を得て創設されたが、関東・関西のリーグ戦ならびに東西学生蹴球対抗王座決定戦をこそ重要であるとするリーグ至上主義の声も根強く、特に関西協会の賛同を得られず関西の有力校の参加がないまま「第1回全国大学サッカー大会」として1953年1月2日から6日にかけて東京の明治神宮グラウンドで自由参加制によるオープントーナメントとして開催したが、第1回大会は4チームが棄権した。
第2回からは正式に「選手権大会」として開催されたが、関西上位勢の参加は第8回まで待たねばならなかった。その間には東北学院大学などの地方勢の活躍も見られるようになった。
第14回まで自由参加制をとっていたが、参加校の増加および各地域での大学リーグの開始により、第15回から各リーグ戦を予選代わりにした各地域代表によるトーナメントに変更された。
2020年は新型コロナの影響で中止。代わりに32チームによるトーナメントとして、「#atarimaeni CUP サッカーができる当たり前に、ありがとう!」を開催する が、本大会の回数にはカウントされず。
大会の開催期間は当該年度12月中と1月中に歴代何度か変更されている（後述決勝戦記録を参照のこと）。
出場校としては毎年各地の秋季に行われる大学リーグ終了後の上位入賞校（秋季リーグ戦のみ、あるいは年間通算成績によるなど、リーグにより適応条件が多少異なる）が参加する。各地域の出場枠数は幾度かの変遷を経ているが、2003年度の52回大会までは出場全校による完全トーナメントとなっていたが、2004年度・第53回からは予選リーグと決勝トーナメントの2本立てに変更になった。また同時に、以前は関東地域での集中開催だったが、地域性を考慮に入れて開催地域を全国に分散して行うようになり、これに伴い開催期間も12月から1月（決勝戦だけ1月）の間となった。なお2022年度（第71回）は決勝のみ2023年1月1日に国立競技場で実施予定である。
またかつては決勝戦では全日本大学女子サッカー選手権大会決勝戦も同時開催されていた。

## 開催方式の変遷
第1回は「全国大学サッカー大会」、第2回以降は「全国大学サッカー選手権大会」であったが、現在は「全日本大学サッカー選手権大会」となっている。

### 第1回-第14回大会
自由参加制。会場は東京都内の諸会場。

### 第15回-第25回大会
地域大学サッカー連盟より選出された全16校によるトーナメント戦を行う。会場は関東各地の諸会場。

### 第26回-第33回大会
地域大学サッカー連盟より選出された10校と総理大臣杯全日本大学サッカートーナメント優勝校、開催地代表または推薦校1校の全12校によるトーナメント戦を行う。ただし、第30回大会は記念大会のため全16校に拡大。
1. 北海道1校
2. 東北1校
3. 関東2校
4. 東海1校
5. 北信越1校
6. 関西1校
7. 中国1校
8. 四国1校
9. 九州1校
10. 開催地代表または推薦校（該当地域の次順位校）1校
11. 総理大臣杯全日本大学サッカートーナメント優勝校

### 第34回-第50回大会（2001年度）
下記地域大学サッカー連盟より選出された全16校によるトーナメント戦を行う。
1. 北海道1校
2. 東北1校
3. 関東5校
4. 東海1校
5. 北信越1校
6. 関西2校
7. 中国1校
8. 四国1校
9. 九州2校
10. 総理大臣杯全日本大学サッカートーナメント優勝校

### 第51回大会（2002年度）
下記地域大学サッカー連盟より選出された全32校によるトーナメント戦を行う。
1. 北海道2校
2. 東北2校
3. 関東8校
4. 東海4校
5. 北信越2校
6. 関西5校
7. 中国2校
8. 四国2校
9. 九州4校
10. 総理大臣杯全日本大学サッカートーナメント優勝校

### 第52回大会（2003年度）
関東地区を9校、関西地区を4校に変更する。

### 第53回大会（2004年度）
下記地域大学サッカー連盟より選出された28校によって行う。
1. 北海道2校
2. 東北2校
3. 関東8校
4. 東海3校
5. 北信越2校
6. 関西4校
7. 中国2校
8. 四国2校
9. 九州3校
10. 総理大臣杯全日本大学サッカートーナメント優勝校

- 本大会中での予選リーグを行う。参加28校を4校ずつ×7組に分けて1回戦総当りのリーグ戦を実施。各組2位までの14校と3位の中から成績の良かった2校を加えた16校によって決勝トーナメント（関東地域で開催）を行う。決勝戦は国立霞ヶ丘競技場陸上競技場。3位の上位チームは以下の優先順序で決定する。

1. 勝点合計
2. 得失点差：ゴールディファレンス（総得点－総失点）
3. 総得点数
4. 抽選

### 第54回大会（2005年度）-第56回（2007年度）
下記地域大学サッカー連盟より選出された24校によって行う。
1. 北海道1校
2. 東北1校
3. 北海道・東北第2代表1校
4. 関東7校
5. 東海2校
6. 北信越1校
7. 関西4校
8. 中国1校
9. 四国1校
10. 中国・四国第2代表1校
11. 九州3校
12. 総理大臣杯全日本大学サッカートーナメント優勝校

- 本大会中での予選リーグを行う。参加24校を4校ずつ×6組に分けて1回戦総当りのリーグ戦を実施。各組1位の6校と2位の中から成績のよかった2校を加えた8校によって決勝トーナメント（関東地域で開催）を行う。決勝戦は国立霞ヶ丘陸上競技場。2位の上位校は以下の優先順序で決定する。

1. 勝点合計
2. 得失点差：ゴールディファレンス（総得点－総失点）
3. 総得点数
4. 抽選

### 第57回大会（2008年度）-第61回大会（2012年度）
下記地域大学サッカー連盟より選出された16校によって行う。
1. 北海道1校
2. 東北1校
3. 関東4校
4. 東海2校
5. 北信越1校
6. 関西3校
7. 中国1校
8. 四国1校
9. 九州2校

- 大会はトーナメントで行われる。決勝戦は国立霞ヶ丘陸上競技場。

### 第62回大会（2013年度）- 第72回（2023年度）
下記地域大学サッカー連盟より選出された24校によって行う。
1. 北海道1校
2. 東北1校
3. 関東5校
4. 東海3校
5. 北信越1校
6. 関西4校
7. 中国1校
8. 四国1校
9. 九州3校
10. プレーオフ勝利の3校（北海道2位-東北2位、関東6位-北信越2位、中国2位-四国2位）
11. 総理大臣杯1枠

- 大会はトーナメントで行われる。決勝戦は第62回のみ国立霞ヶ丘陸上競技場、第63回は味の素フィールド西が丘。

### 第73回大会（2024年度）-
出場校が28に拡大した上で、大会方式がそれまでのシングルイリミネーショントーナメントから下記の3ラウンド5ステージ制へと大幅変更される。これにより、全ての出場校が最低3試合を戦うことになり、全国大会での試合経験を増やし大学サッカーの底上げを目指すことを大会方式変更の目的としている。なお、出場校28校には当該年度の総理大臣杯全日本大学サッカートーナメント（総理大臣杯）上位校を含む。
予選ラウンド
以下の20校が参加する。
- 下記地域大学サッカー連盟より選出された16校
  - 北海道1校
  - 東北1校
  - 北信越1校
  - 関東4校（第3-第6代表）
  - 東海2校（第2-第3代表）
  - 関西3校（第2-第4代表）
  - 中国1校
  - 四国1校
  - 九州2校（第2-第3代表）

- 前年度のインカレ優勝地区・準優勝地区から各1校（2024年は関東・関西が各1校）
- 当該年度の総理大臣杯準優勝校（2024年は新潟医療福祉大学が出場）
- 前年度のインカレ強化ラウンド優勝地区から1校（2024年は理事会推薦枠として総理大臣杯の3位＝準決勝で優勝校に敗れた東京国際大学が出場し、関東が1枠増）

20校を10グループに分けて1回戦制の試合を行い、勝者が決勝ラウンドへ、敗者が強化ラウンドへ進む。
決勝ラウンド
予選ラウンドの勝者10校に下記地域大学サッカー連盟より選出された6校（シード校）を加えた16校が参加する。
- 関東2校（第1-第2代表）
- 東海1校（第1代表）
- 関西1校（第1代表）
- 九州1校（第1代表）
- 当該年度の総理大臣杯優勝校（2024年は阪南大学）

決勝ラウンドは以下の2ステージに分けて行われる。
- グループステージ - 16校を4グループに分け、各グループ1回戦総当たりのリーグ戦を行い、グループ内の上位2校がノックアウトステージへ進む。
- ノックアウトステージ - グループステージを勝ち抜いた8校によるシングルイリミネーショントーナメントを行い、勝者がその年のインカレ勝者となる。

強化ラウンド
予選ラウンドの敗者10校に理事会推薦枠の2校（2024年度は東北第2代表と北信越第3代表）を加えた12校が参加する。
強化ラウンドは以下の2ステージに分けて行われる。
- グループステージ - 12校を3グループに分け、各グループ1回戦総当たりのリーグ戦を行い、グループ内の最上位校とグループ2位同士のうち最も成績の良い1校（ワイルドカード）がノックアウトステージへ進む。
- ノックアウトステージ - グループステージを勝ち抜いた4校によるシングルイリミネーショントーナメントを行い、強化ラウンドの勝者を決める。ただし、強化ラウンド上位に入ってもその年の決勝ラウンドには進むことは出来ない。

## 結果
| 回 | 年度   | 優勝                      | 結果                 | 準優勝           | 備考                                   |
| -- | ------ | ------------------------- | -------------------- | ---------------- | -------------------------------------- |
| 1  | 1952年 | 東京大学                  | 2 - 1                | 早稲田大学       | 翌年1月開催                            |
| 2  | 1953年 | 立教大学                  | 4 - 2                | 中央大学         | 翌年1月開催                            |
| 3  | 1954年 | 東京教育大学              | 2 - 1                | 中央大学         | 翌年1月開催                            |
| 4  | 1955年 | 早稲田大学                | 10 - 1               | 東北学院大学     |                                        |
| 5  | 1956年 | 東京教育大学              | 2 - 1                | 早稲田大学       |                                        |
| 6  | 1957年 | 中央大学                  | 3 - 0                | 明治大学         | 翌年1月開催                            |
| 7  | 1958年 | 明治大学                  | 1 - 0                | 中央大学         |                                        |
| 8  | 1959年 | 中央大学                  | 1 - 0                | 法政大学         |                                        |
| 9  | 1960年 | 中央大学                  | 3 - 0                | 法政大学         |                                        |
| 10 | 1961年 | 慶應義塾大学              | 2 - 1                | 早稲田大学       |                                        |
| 11 | 1962年 | 中央大学                  | 2 - 1                | 立教大学         |                                        |
| 12 | 1963年 | 慶應義塾大学              | 3 - 2                | 明治大学         |                                        |
| 13 | 1964年 | 日本大学                  | 1 - 0                | 中央大学         |                                        |
| 14 | 1965年 | 中央大学                  | 3 - 1                | 立教大学         |                                        |
| 15 | 1966年 | 早稲田大学                | 4 - 0                | 中央大学         |                                        |
| 16 | 1967年 | 関西大学                  | 1 - 0                | 中央大学         |                                        |
| 17 | 1968年 | 東京教育大学              | 3 - 0                | 関西大学         |                                        |
| 18 | 1969年 | 慶應義塾大学              | 1 - 0                | 立教大学         |                                        |
| 19 | 1970年 | 法政大学                  | 2 - 0                | 大阪商業大学     |                                        |
| 20 | 1971年 | 東京教育大学              | 2 - 1                | 中央大学         |                                        |
| 21 | 1972年 | 早稲田大学                | 1 - 0 aet            | 大阪商業大学     |                                        |
| 22 | 1973年 | 早稲田大学                | 3 - 0                | 法政大学         |                                        |
| 23 | 1974年 | 早稲田大学                | 2 - 0                | 大阪商業大学     |                                        |
| 24 | 1975年 | 日本体育大学              | 2 - 0                | 法政大学         | 翌年1月開催                            |
| 25 | 1976年 | 法政大学                  | 2 - 1                | 日本体育大学     |                                        |
| 26 | 1977年 | 大阪商業大学              | 2 - 0                | 法政大学         | 翌年1月開催                            |
| 27 | 1978年 | 早稲田大学                | 1 - 0                | 法政大学         |                                        |
| 28 | 1979年 | 筑波大学                  | 2 - 1                | 法政大学         |                                        |
| 29 | 1980年 | 筑波大学 中央大学         | 2 - 2 aet            |                  | 両校優勝                               |
| 30 | 1981年 | 日本体育大学              | 3 - 0                | 東京農業大学     |                                        |
| 31 | 1982年 | 国士舘大学                | 3 - 2                | 早稲田大学       |                                        |
| 32 | 1983年 | 大阪商業大学              | 2 - 1                | 順天堂大学       |                                        |
| 33 | 1984年 | 大阪商業大学              | 1 - 0                | 国士舘大学       |                                        |
| 34 | 1985年 | 大阪商業大学 大阪体育大学 | 0 - 0 aet            |                  | 両校優勝                               |
| 35 | 1986年 | 早稲田大学                | 4 - 0                | 東海大学         |                                        |
| 36 | 1987年 | 順天堂大学                | 1 - 0                | 東海大学         |                                        |
| 37 | 1988年 | 順天堂大学 東海大学       | 0 - 0 aet            |                  | 両校優勝                               |
| 38 | 1989年 | 順天堂大学                | 4 - 0                | 東海大学         |                                        |
| 39 | 1990年 | 東海大学                  | 2 - 2 aet (PK 5 - 4) | 国士舘大学       |                                        |
| 40 | 1991年 | 早稲田大学                | 1 - 1 aet (PK 4 - 2) | 東海大学         |                                        |
| 41 | 1992年 | 中央大学                  | 1 - 0                | 早稲田大学       |                                        |
| 42 | 1993年 | 早稲田大学                | 3 - 1                | 同志社大学       |                                        |
| 43 | 1994年 | 早稲田大学                | 1 - 1 aet (PK 4 - 1) | 駒澤大学         |                                        |
| 44 | 1995年 | 駒澤大学                  | 3 - 2                | 筑波大学         |                                        |
| 45 | 1996年 | 国士舘大学                | 2 - 1 VG             | 早稲田大学       |                                        |
| 46 | 1997年 | 駒澤大学                  | 3 - 1                | 国士舘大学       |                                        |
| 47 | 1998年 | 国士舘大学                | 2 - 1                | 福岡大学         |                                        |
| 48 | 1999年 | 国士舘大学                | 2 - 1 VG             | 筑波大学         |                                        |
| 49 | 2000年 | 中京大学                  | 2 - 1                | 筑波大学         |                                        |
| 50 | 2001年 | 駒澤大学                  | 2 - 1                | 国士舘大学       |                                        |
| 51 | 2002年 | 筑波大学                  | 2 - 1 VG             | 国士舘大学       |                                        |
| 52 | 2003年 | 筑波大学                  | 1 - 0                | 駒澤大学         |                                        |
| 53 | 2004年 | 駒澤大学                  | 5 - 2                | 立命館大学       |                                        |
| 54 | 2005年 | 駒澤大学                  | 2 - 1                | 順天堂大学       |                                        |
| 55 | 2006年 | 駒澤大学                  | 6 - 1                | 早稲田大学       |                                        |
| 56 | 2007年 | 早稲田大学                | 2 - 0                | 法政大学         |                                        |
| 57 | 2008年 | 中央大学                  | 2 - 1                | 筑波大学         |                                        |
| 58 | 2009年 | 明治大学                  | 2 - 1                | 福岡大学         |                                        |
| 59 | 2010年 | 関西大学                  | 2 - 1 aet            | 中京大学         |                                        |
| 60 | 2011年 | 専修大学                  | 3 - 0                | 明治大学         |                                        |
| 61 | 2012年 | 早稲田大学                | 3 - 1                | 福岡大学         |                                        |
| 62 | 2013年 | 大阪体育大学              | 3 - 1                | 国士舘大学       |                                        |
| 63 | 2014年 | 流通経済大学              | 1 - 0                | 関西学院大学     |                                        |
| 64 | 2015年 | 関西学院大学              | 4 - 0                | 阪南大学         |                                        |
| 65 | 2016年 | 筑波大学                  | 8 - 0                | 日本体育大学     |                                        |
| 66 | 2017年 | 流通経済大学              | 5 - 1                | 法政大学         |                                        |
| 67 | 2018年 | 法政大学                  | 1 - 0                | 駒澤大学         |                                        |
| 68 | 2019年 | 明治大学                  | 3 - 1 aet            | 桐蔭横浜大学     |                                        |
| 69 | 2020年 | 中止                      | 中止                 | 中止             | 翌年1月に代替の#atarimaeni CUPを開催。 |
| 70 | 2021年 | 駒澤大学                  | 3 - 2                | 阪南大学         |                                        |
| 71 | 2022年 | 桐蔭横浜大学              | 3 - 2                | 新潟医療福祉大学 | 翌年1月決勝                            |
| 72 | 2023年 | 明治大学                  | 2 - 0                | 京都産業大学     |                                        |
| 73 | 2024年 | 東洋大学                  | 1 - 0                | 新潟医療福祉大学 |                                        |

## 大学別成績
| 大学名           | 優 | 準 | 優勝年度                                                               | 準優勝年度                                           |
| ---------------- | -- | -- | ---------------------------------------------------------------------- | ---------------------------------------------------- |
| 早稲田大学       | 12 | 7  | 1955, 1966, 1972, 1973, 1974, 1978, 1986, 1991, 1993, 1994, 2007, 2012 | 1952, 1956, 1961, 1982, 1992, 1996, 2006             |
| 筑波大学         | 9  | 4  | 1954, 1956, 1968, 1971, 1979, 1980, 2002, 2003, 2016                   | 1995, 1999, 2000, 2008                               |
| 中央大学         | 8  | 7  | 1957, 1959, 1960, 1962, 1965, 1980, 1992, 2008                         | 1953, 1954, 1958, 1964, 1966, 1967, 1971             |
| 駒澤大学         | 7  | 3  | 1995, 1997, 2001, 2004, 2005, 2006, 2021                               | 1994, 2003, 2018                                     |
| 国士舘大学       | 4  | 6  | 1982, 1996, 1998, 1999                                                 | 1984, 1990, 1997, 2001, 2002, 2013                   |
| 明治大学         | 4  | 3  | 1958, 2009, 2019, 2023                                                 | 1957, 1963, 2011                                     |
| 大阪商業大学     | 4  | 3  | 1977, 1983, 1984, 1985                                                 | 1970, 1972, 1974                                     |
| 法政大学         | 3  | 9  | 1970, 1976, 2018                                                       | 1959, 1960, 1973, 1975, 1977, 1978, 1979, 2007, 2017 |
| 順天堂大学       | 3  | 2  | 1987, 1988, 1989                                                       | 1983, 2005                                           |
| 慶應義塾大学     | 3  | 0  | 1961, 1963, 1969                                                       |                                                      |
| 東海大学         | 2  | 4  | 1988, 1990                                                             | 1986, 1987, 1989, 1991                               |
| 日本体育大学     | 2  | 2  | 1975, 1981                                                             | 1976, 2016                                           |
| 関西大学         | 2  | 1  | 1967, 2010                                                             | 1968                                                 |
| 大阪体育大学     | 2  | 0  | 1985, 2013                                                             |                                                      |
| 流通経済大学     | 2  | 0  | 2014, 2017                                                             |                                                      |
| 立教大学         | 1  | 3  | 1953                                                                   | 1962, 1965, 1969                                     |
| 中京大学         | 1  | 1  | 2000                                                                   | 2010                                                 |
| 関西学院大学     | 1  | 1  | 2015                                                                   | 2014                                                 |
| 桐蔭横浜大学     | 1  | 1  | 2022                                                                   | 2019                                                 |
| 東京大学         | 1  | 0  | 1952                                                                   |                                                      |
| 日本大学         | 1  | 0  | 1964                                                                   |                                                      |
| 専修大学         | 1  | 0  | 2011                                                                   |                                                      |
| 東洋大学         | 1  | 0  | 2024                                                                   |                                                      |
| 福岡大学         | 0  | 3  |                                                                        | 1998, 2009, 2012                                     |
| 阪南大学         | 0  | 2  |                                                                        | 2015, 2021                                           |
| 新潟医療福祉大学 | 0  | 2  |                                                                        | 2022, 2024                                           |
| 東北学院大学     | 0  | 1  |                                                                        | 1955                                                 |
| 東京農業大学     | 0  | 1  |                                                                        | 1981                                                 |
| 同志社大学       | 0  | 1  |                                                                        | 1993                                                 |
| 立命館大学       | 0  | 1  |                                                                        | 2004                                                 |
| 京都産業大学     | 0  | 1  |                                                                        | 2023                                                 |

- 筑波大学は東京教育大学時代を含める。

## 個人賞
| 年度 | MVP                           | ベストGK            | ベストDF              | ベストMF                | ベストFW            |
| ---- | ----------------------------- | ------------------- | --------------------- | ----------------------- | ------------------- |
| 2012 | 富山貴光 (早稲田)             | 松澤香輝 (早稲田)   | 山地翔 (早稲田)       | 清武功暉 (福岡)         | 岸田和人 (福岡)     |
| 2013 | 山本大稀 (大阪体育)           | 村上昌謙 (大阪体育) | 坂本修佑 (大阪体育)   | 國吉祐介 (大阪体育)     | 澤上竜二 (大阪体育) |
| 2014 | 鈴木翔登 (流通経済)           | 中島宏海 (流通経済) | 湯澤聖人 (流通経済)   | 小幡元輝 (関西学院)     | 呉屋大翔(関西学院)  |
| 2015 | 井筒陸也 (関西学院)           | 上田智輝 (関西学院) | 米原祐 (関西学院)     | 森俊介 (関西学院)       | 出岡大輝(関西学院)  |
| 2016 | 中野誠也 (筑波)               | 阿部航斗 (筑波)     | 小笠原佳祐 (筑波)     | 西澤健太 (筑波)         | 北川柊斗(筑波)      |
| 2017 | 守田英正 (流通経済)           | 新井栄聡 (流通経済) | 武藤友樹 (法政)       | 新垣貴之 (流通経済)     | 立花歩夢(流通経済)  |
| 2018 | ディサロ燦シルヴァーノ (法政) | 吉田舜 (法政)       | 星キョーワァン (駒澤) | 紺野和也 (法政)         | 上田綺世 (法政)     |
| 2019 | 蓮川壮大 (明治)               | 早坂勇希 (桐蔭横浜) | 眞鍋旭輝 (桐蔭横浜)   | 安部柊斗 (明治)         | 佐藤亮 (明治)       |
| 2021 | 荒木駿太 (駒澤)               | 松本瞬 (駒澤)       | 猪俣主真 (駒澤)       | 江口稜馬 (阪南)         | 宮崎鴻 (駒澤)       |
| 2022 | 山田新 (桐蔭横浜)             | 桃井玲 (新潟医療)   | 中野就斗 (桐蔭横浜)   | オナイウ情滋 (新潟医療) | 寺沼星文 (桐蔭横浜) |
| 2023 | 中村草太 (明治)               | 上林豪 (明治)       | 井上樹 (明治)         | 福井和樹 (京都産業)     | 食野壮磨 (京都産業) |

| 年度 | MVP             | MIP                 | 得点王              |
| ---- | --------------- | ------------------- | ------------------- |
| 2024 | 新井悠太 (東洋) | 松本天夢 (新潟医療) | 笠井佳祐 (桐蔭横浜) |

## 試合中継
- 2018年度まではBS朝日で生中継、テレビ朝日『Get Sports』内で録画放送されていた。2024年現在は朝日新聞、テレビ朝日の後援はなくなりテレビ中継はされていない。2022年度はテレビ東京スポーツchで配信された。